# Pontus Leander
Pontus Adalbert Leander, född 18 september 1872 i Holsljunga i Älvsborgs län, död 12 augusti 1935 på Capri, var en svensk orientalist och professor.
Pontus Leander var son till organisten och folkskolläraren Peter Leander (1836-1892) och Anna Maria Leander (1840-1877), född Tham. Han gifte sig 1906 med Jenny Johansson, dotter till handlanden Johan Niklas Johansson och Helena Pettersson. De fick barnen Gudrun (1908), Folke (1910) och Sture (1912).
År 1891 tog Leander studentexamen vid Högre latinläroverket i Göteborg, blev filosofie kandidat vid Uppsala universitet 1894, filosofie licentiat 1902 och 1903 blev han filosofie doktor och 1903 docent i assyriologi vid Uppsala universitet samt 1910 docent i assyriska och hebreiska språk där. Han blev adjunkt vid Lunds högre allmänna läroverk 1910 och 1917 professor i semitiska språk vid Göteborgs högskola. Han var ledamot av Kungl. Vetenskaps- och Vitterhetssamhället i Göteborg och 1930 akademiens ordförande.
Leander was buried on the Non-Catholic Cemetery in Capri
Bland hans skrifter märks Über die sumerischen Lehnwörter im Assyrischen (1903), Hebreisk grammatik (1911), Historische Grammatik der hebräischen Sprache des Alten Testamentes (1922, tillsammans med Hans Bauer) samt Laut und Formenlehre des Ägyptisch-Aramäischen (1928).